# Paul McCarthy
Paul McCarthy (4 d'agost de 1945 a Salt Lake City, Utah) és un artista contemporani que viu i treballa a Los Angeles.

## Biografia
Va estudiar art a la Universitat de Utah i a l'Institut de l'art de San Francisco, on va aconseguir llicenciar-se en pintura. Llavors va estudiar cinema, videoart, i art a la University of Southern Califòrnia.
Des de 1982 és professor de videoart, instal·lació, i Història de l'art a la Universitat de Califòrnia, de Los Angeles.

## Obra
McCarthy va començar la seva carrera amb performances que empraven la gravetat com un vehicle literal i metafòric. El 1974 el seu treball va començar a ser molt més agressiu i sexualment provocatiu. Les seves performances s'han descrit com auto-atacs brutals.
Tot i que el seu interès vers el cinema i el vídeo ja ve dels anys 60, moltes de les seves primeres performances no van ser enregistrades. L'acció era sovint espontània. Després de finals dels anys 80 ell va començar a fer performances enregistrades. Aquestes cintes de vídeo eren un mètode de capturar un record permanent de la representació visual d'un sistema, una localització i una performance efectuada.
El treball de McCarthy implica sovint materials similars a coses que semblen femta, sang i moc. Ell creu que ens ensenyen a ser disgustats pels nostres propis líquids corporals.
Ell veu la nostra repugnància com una por a la mort. El seu ús dels líquids corporals es posa en contrast amb la fixació antisèptica en la higiene que segons ell té Walt Disney
El seu treball és una influència important en artistes més joves com Ron Athey, Franko B, Lennie Lee i Kira O'Reilly.
Actualment treballa principalment en vídeo i l'escultura.